# Styrevogn
En styrevogn er i jernbaneverdenen betegnelsen for en vogn uden motor, men med førerrum, som gør det muligt at fjernstyre fx et lokomotiv i stedet for at skulle rangere lokomotivet over på modsatte side af de evt. tilkoblede vogne for at fortsætte den modsatte vej.
Styrevogne er dog også vidt udbredt i togsæt.
I Danmark har blev der i 2002 anskaffet litra ABs styrevogne.
Jernbanen.dk har billeder af den ældre de:UIC-Reisezugwagentypen variant med litra ABns: .
- Wikimedia Commons har flere filer relateret til Styrevogn

| Jernbane | Spire Denne jernbaneartikel er en spire som bør udbygges. Du er velkommen til at hjælpe Wikipedia ved at udvide den. |